# Sluiscomplex Heumen
Het sluiscomplex Heumen verbindt de Maas met het Maas-Waalkanaal in de gemeente Heumen. Het sluiscomplex bestaat uit een schutsluis (oude sluis),  en een keersluis (nieuwe sluis), CEMT-klasse Vb. In de regel staat de sluis open en is voorzien van automatische scheepvaartregeling. Zolang de buitenwaterstand op de Maas hoger is dan NAP +12,15 m wordt niet geschut.
De sluiskolken zijn ruim 270 m lang, 16 m breed, te verdelen in twee kolken van 145 m en 120 m. Diepte sluisdrempel NAP +3,70 m. Over de kolken ligt een vaste brug, doorvaarthoogte NAP +10,53 m. In het midden ligt een klein sluiseiland.
De sluis is per marifoon aan te roepen op kanaal 22 met roepnaam "Heumensluis".
Bij het sluiscomplex ligt ook een gemaal dat indien nodig water vanuit het kanaal in de Maas kan pompen.

## Geschiedenis
De sluis is medio jaren '20 aangelegd en was gereed toen het kanaal eind 1927 geopend werd. Bij de aanleg van de sluis werd over het sluiscomplex een hefbrug aangelegd. Op de brug stond een bruggebouw met trappen waarover voetgangers en fietsers het kanaal over konden steken. Om de hefbrug is in de Tweede Wereldoorlog zowel bij de Duitse inval in 1940 als in 1944 bij Operatie Market Garden zwaar gevochten. Bij het gemaal staat een herdenkingsmonument voor de gevallenen uit de Tweede Wereldoorlog.
De brug verbond de provinciale weg 271 vanuit Malden en Molenhoek via de provinciale weg richting Nederasselt en Grave. Door de aanleg van Rijksweg 73 voldeed de hefbrug niet meer en als toerit naar de snelweg werd aan de noordpunt van het sluiscomplex een nieuwe vaste plaatbrug aangelegd van de verlegde provinciale weg 271 (Jan J. Ludenlaan) welke in 1986 in gebruik genomen werd. De oude hefbrug werd eind 1988 buiten gebruik gesteld en later gesloopt. Hierdoor kwam het dorp Heumen geïsoleerd te liggen en werd het gescheiden van het tot het dorp behorende industrieterrein Sluisweg.
In 2010 werd begonnen met het aanleggen van een tweede sluis, een keersluis die in 2013 gereed kwam, om de capaciteit van de sluis te vergroten.

## Afbeeldingen

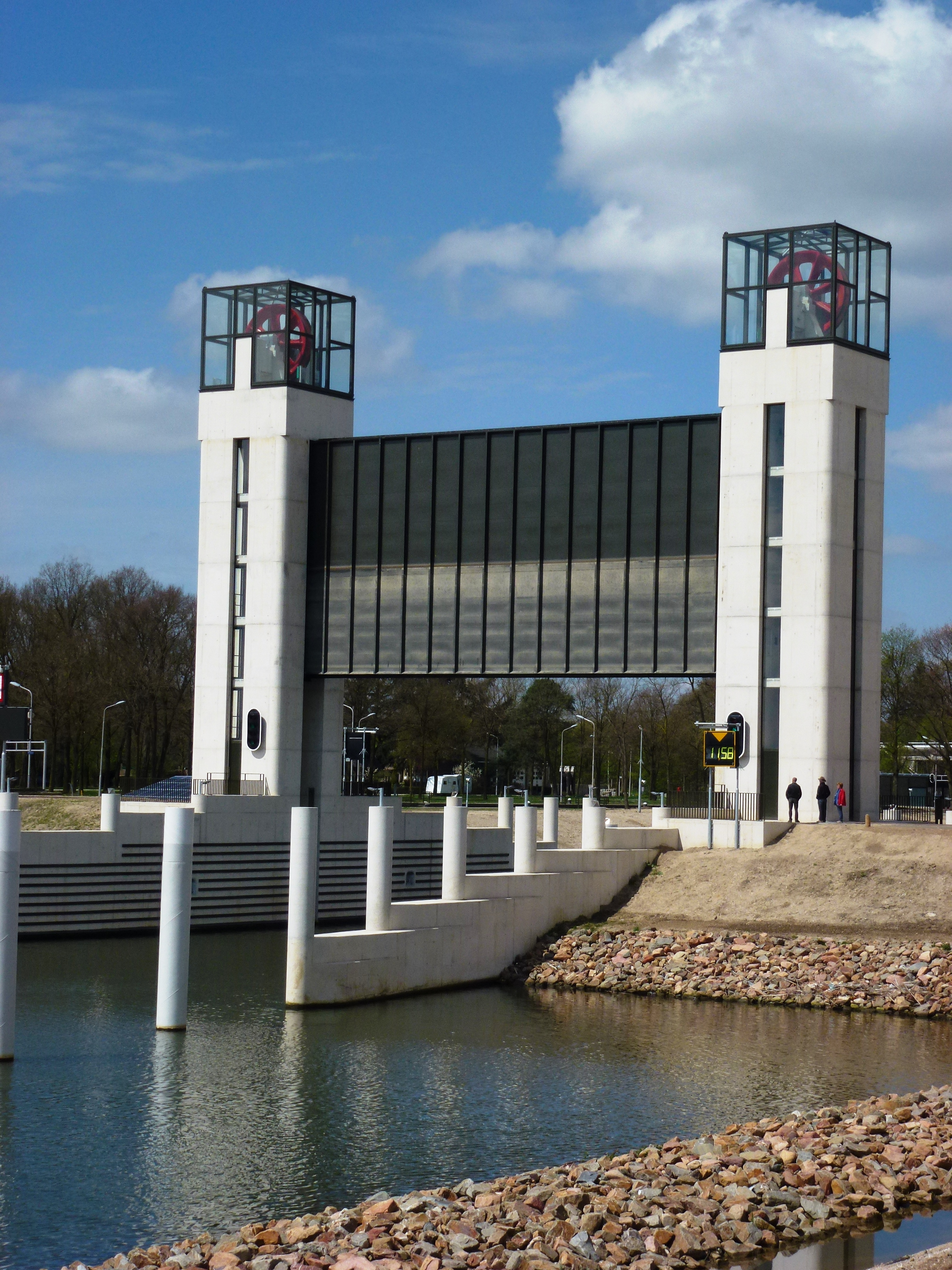
De nieuwe sluis vanuit het zuiden
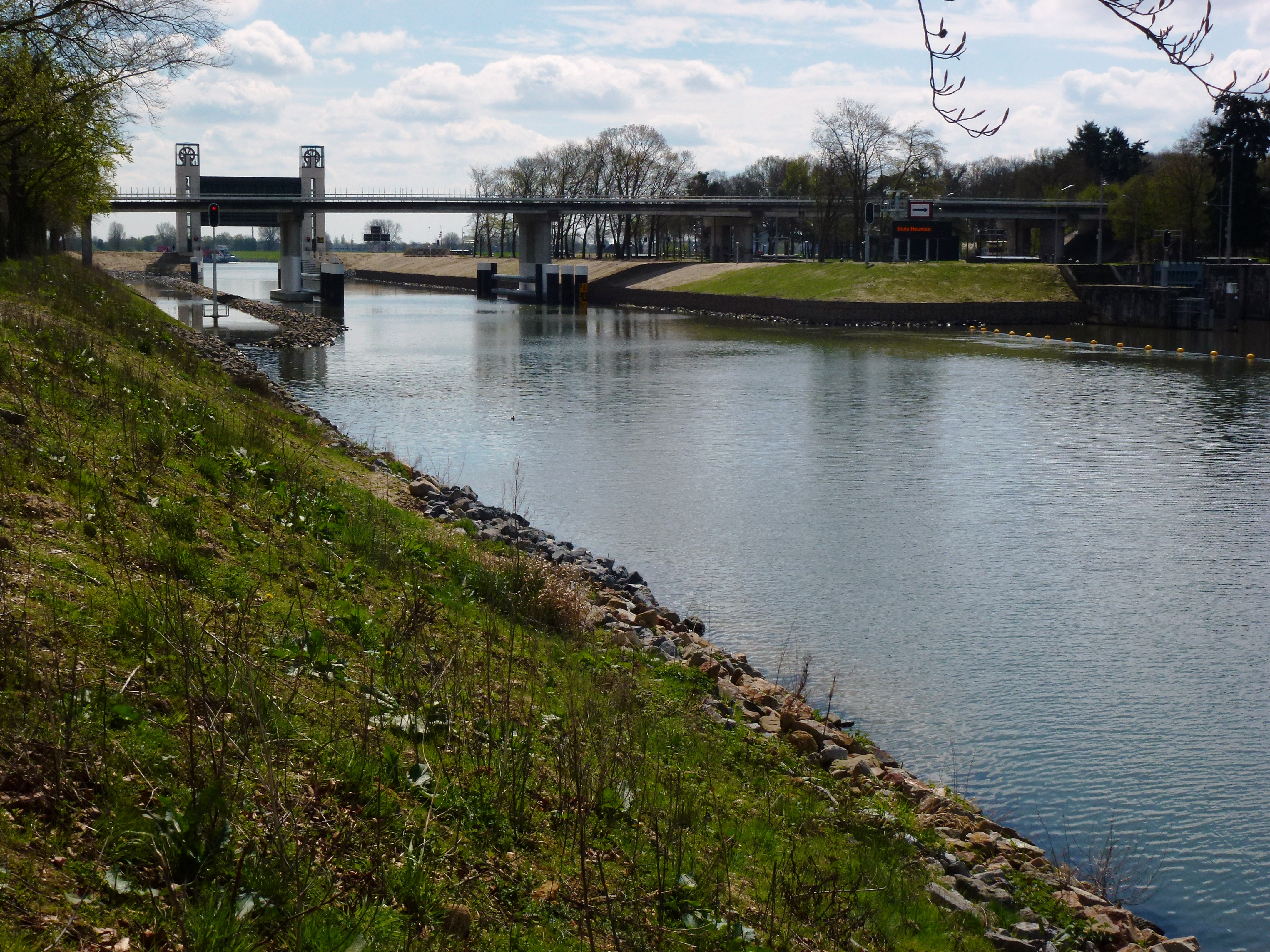
De sluis vanaf het noorden met op de voorgrond de brug van de Jan. J. Ludenlaan (N271)
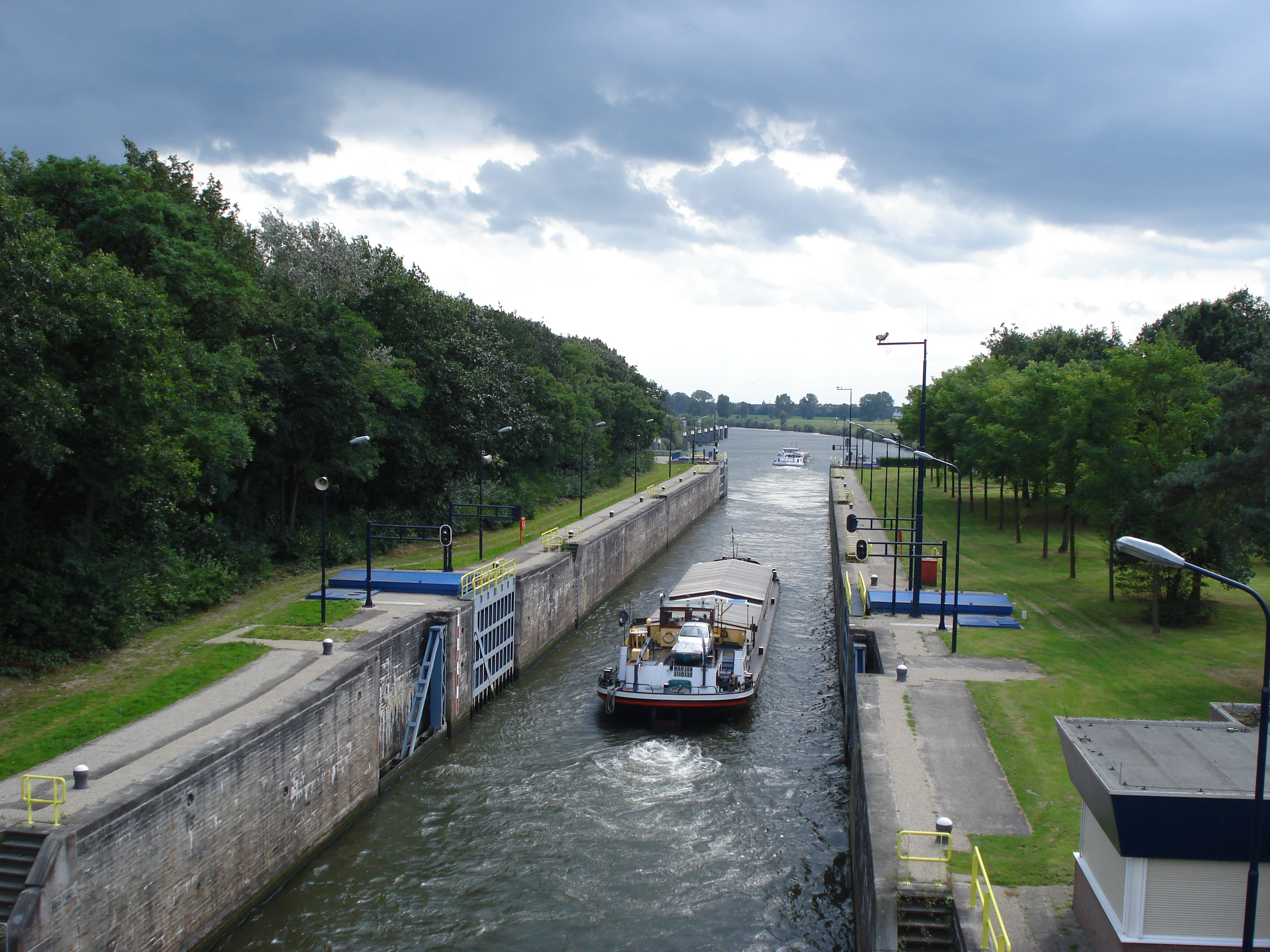
De sluis bij Heumen
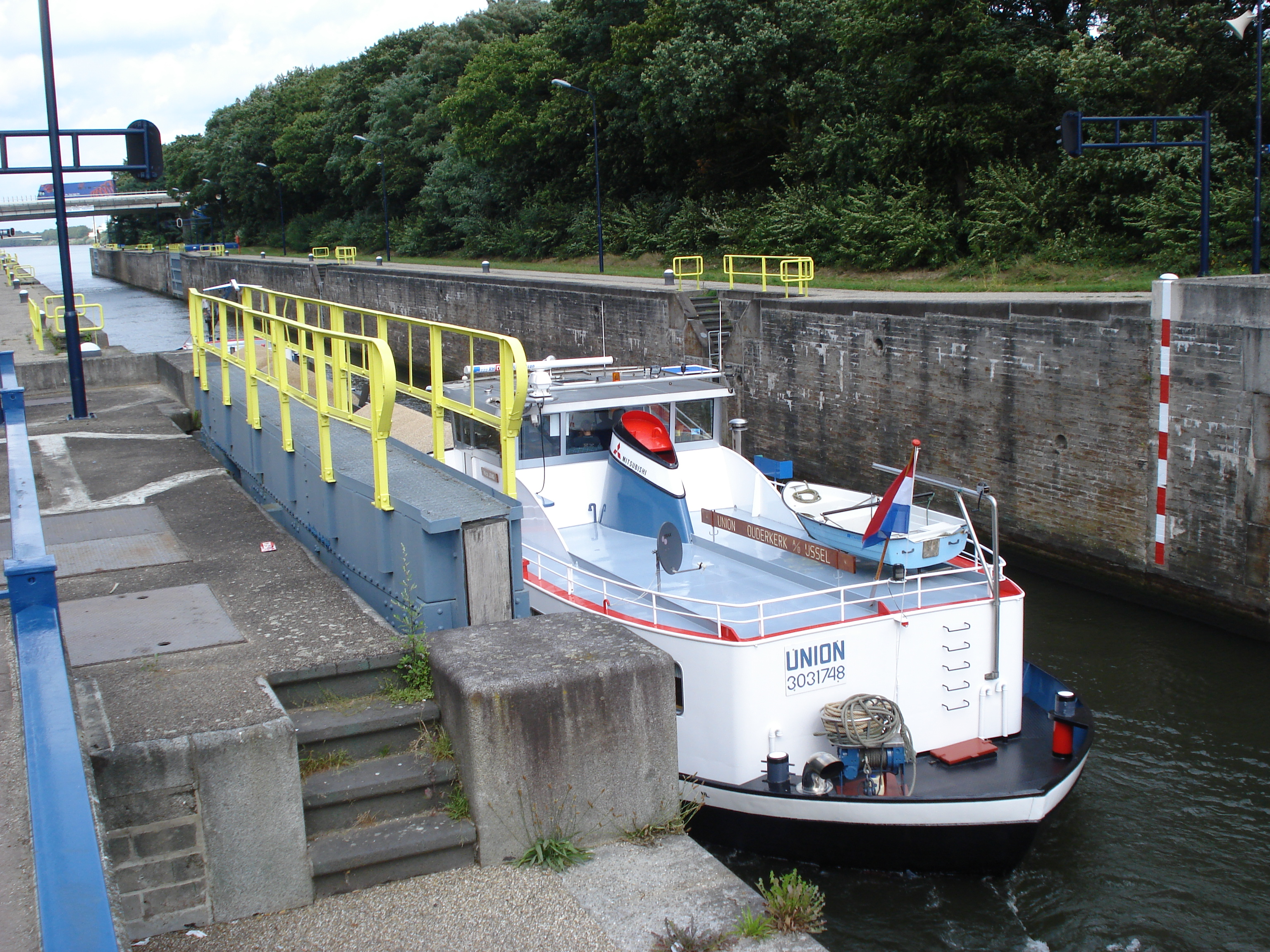
De sluis met op de achtergrond de brug
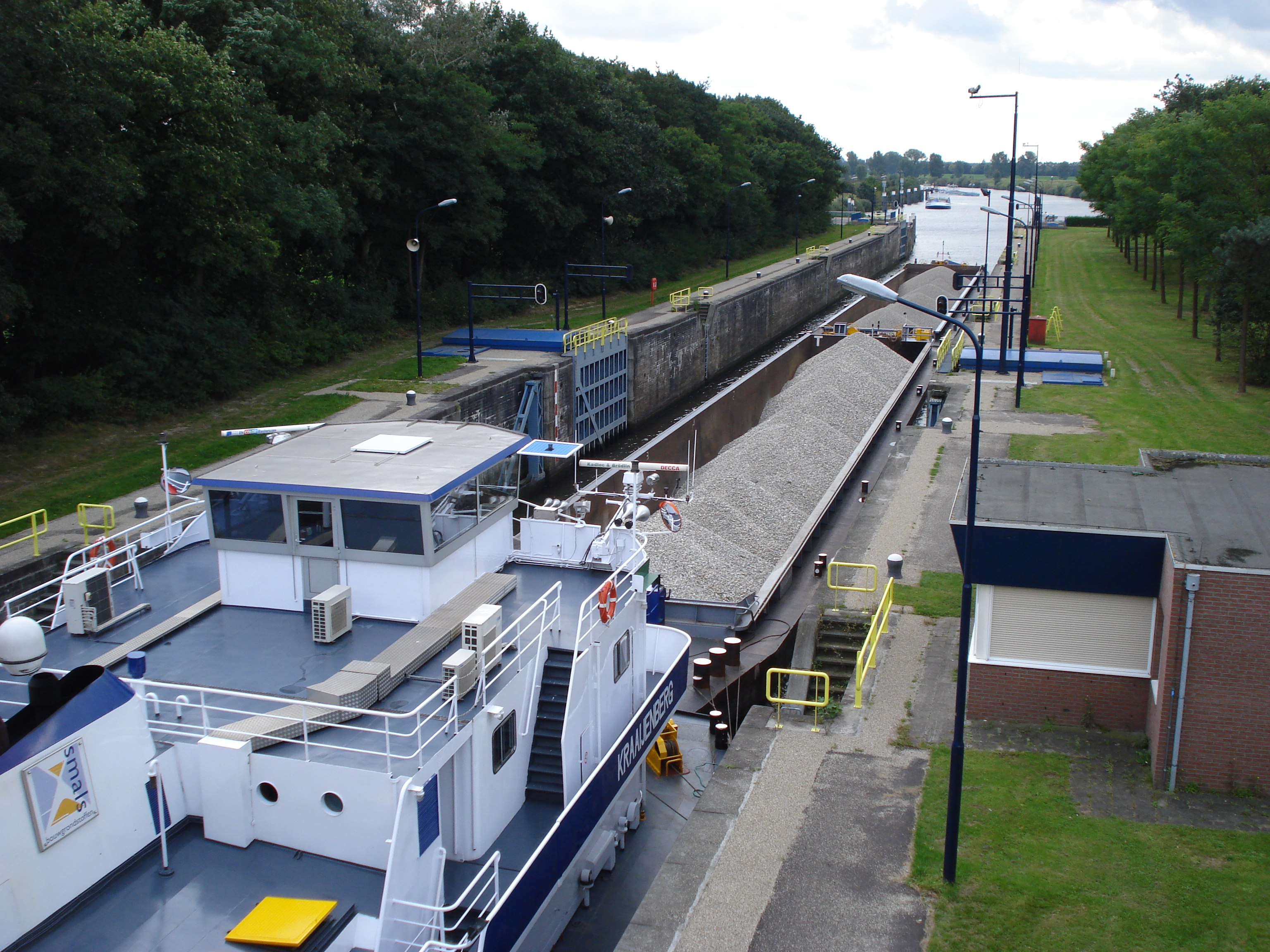
Een duwboot in de sluis richting de Maas
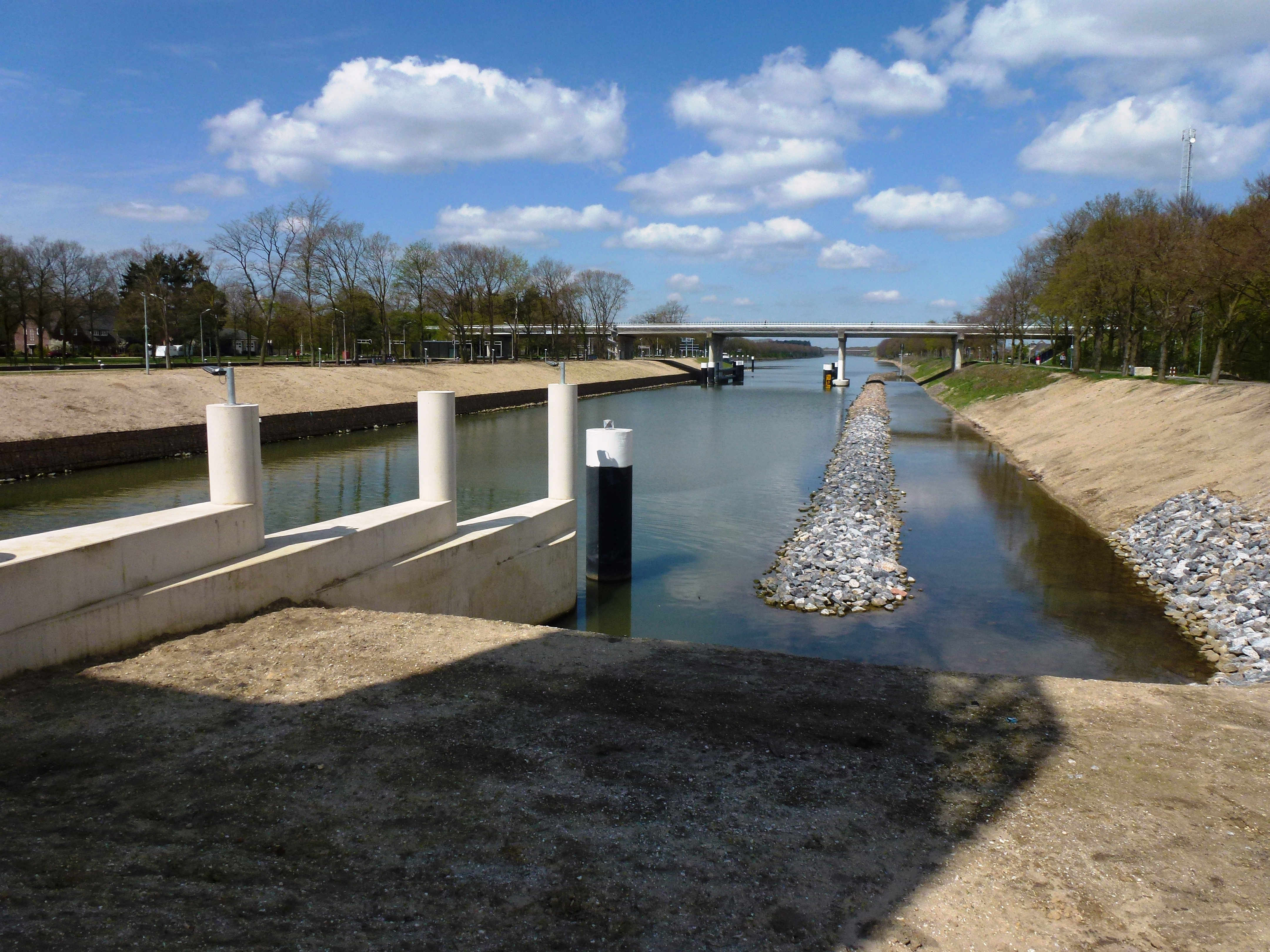
Brug over de Jan J. Ludenlaan (Provinciale weg 271)